# Quique Fornos
Enrique Fornos Domínguez, conocido como Quique Fornos (Puentes de García Rodríguez, 1 de enero de 1997), es un futbolista español que juega como defensa central en la Cultural y Deportiva Leonesa de la Segunda División de España.

## Trayectoria
Nacido en Puentes de García Rodríguez, La Coruña, Fornos se formó en las categorías inferiores del Real Club Deportivo de La Coruña, destacando en sus primeros años por su solidez defensiva y capacidad de liderazgo en el campo.
El 17 de agosto de 2013 hizo su debut oficial con el primer equipo del Real Club Deportivo de La Coruña, jugando en un partido de Copa del Rey contra el Córdoba CF, convirtiéndose en uno de los jugadores más jóvenes en debutar con el primer equipo, con 16 años.
En la temporada 2015-16, Fornos pasó a formar parte del Deportivo Fabril, el equipo filial en Tercera División. En su segunda temporada con el filial fue parte del equipo que logró el ascenso a Segunda División B, donde acumuló más de 100 partidos disputados.
En abril de 2019 fue presentado como nuevo jugador del Racing Club de Ferrol, equipo con el que disputó varias temporadas en Segunda División B y posteriormente en Primera Federación, llegando a convertirse en uno de los pilares defensivos del conjunto ferrolano.
El 14 de julio de 2023 se anunció su fichaje por la Cultural y Deportiva Leonesa, entonces en Primera Federación.

## Clubes
Actualizado al último partido disputado el 12 de octubre de 2024.
| Club                                    | País   | Año             | Partidos | Goles |
| --------------------------------------- | ------ | --------------- | -------- | ----- |
| Real Club Deportivo de La Coruña Fabril | España | 2014-2019       | 108      | 2     |
| Racing Club de Ferrol                   | España | 2019-2023       | 89       | 2     |
| Cultural y Deportiva Leonesa            | España | 2023-Actualidad | 36       | 1     |